# Heliosia alba
Heliosia alba är en fjärilsart som beskrevs av George Francis Hampson 1914. Heliosia alba ingår i släktet Heliosia och familjen björnspinnare. Inga underarter finns listade i Catalogue of Life.